# Rhododendron nakotiltum
Rhododendron nakotiltum är en ljungväxtart som beskrevs av Isaac Bayley Balfour och Forrest. Rhododendron nakotiltum ingår i släktet rododendron, och familjen ljungväxter. Inga underarter finns listade i Catalogue of Life.